# Iubire dincolo de moarte (film)
Iubire dincolo de moarte (titlu original: Waking the Dead) este un film american dramatic de mister din 2000 regizat de Keith Gordon. Rolurile principale au fost interpretate de actorii Billy Crudup și Jennifer Connelly. Scenariul este scris de Robert Dillon și se bazează pe romanul cu același nume din 1986 al lui Scott Spencer.

## Distribuție
- Billy Crudup - Fielding Pierce
- Jennifer Connelly - Sarah Williams
- Hal Holbrook - Isaac Green
- Janet McTeer - Caroline Pierce
- Paul Hipp - Danny Pierce
- Molly Parker - Juliet Beck
- Sandra Oh - Kim
- John Carroll Lynch - Father Mileski

## Coloană sonoră
- "Snow Come Down" interpretat de Lori Carson
- "A Case of You" interpretat de Joni Mitchell
- "Maggie May" interpretat de Rod Stewart
- "Help Me Somebody" interpretat de Brian Eno și David Byrne
- "Mercy Street" interpretat de Peter Gabriel

## Recepție
„Waking the Dead” a primit recenzii mixte de la critici și are un rating general de aprobare de 51% pe  Rotten Tomatoes.